# Marketa Lazarová (film)
Marketa Lazarová je český film natočený režisérem Františkem Vláčilem v roce 1967 podle stejnojmenné knihy Vladislava Vančury. Film se odehrává ve středověku na statku fiktivního loupeživého zemana Kozlíka a v jeho okolí.
Vláčil a jeho scenárista Pavlíček se na natáčení filmu připravovali zhruba tři roky. Režisér detailně rozkresloval scény a dopodrobna studoval středověkou dobu a její reálie, aby mohl nabídnout její co nejvěrnější průřez. Původně plánoval do filmu zahrnout i scény z královského dvora a jeho okolí, ty však nakonec nebyly realizovány – jak z finančních důvodů (Marketa Lazarová byla nejdražším československým filmem 60. let), tak i kvůli délce filmu (která je i bez těchto scén téměř 3 hodiny). Přesto dokázal Vláčil ve filmu brilantně prolnout lyrickou a epickou složku, nevinnost a lásku i vypočítavost a utrpení. Stejně tak postihl zemitost pohanství oproti odpoutanosti dematerializovaného křesťanství, podobně jako kontrast mezi vrchností a poddanými tehdejších časů.
Roku 1998 byl film v anketě filmových kritiků a publicistů vyhlášen nejvýznamnějším filmem stoleté historie české kinematografie. Kritikou je vysoce hodnocen hned po několika stránkách: coby vrchol československého historického filmu, poetického filmu a samotného umění adaptace z literární předlohy.

## Příprava filmu
V roce 1961 Vláčil dokončil historický film Ďáblova past. Po jeho dokončení zahájil práce na Marketě Lazarové. Zpočátku zvažoval vznik dvoudílného filmu. Později se začal zvažovat dokonce čtyřdílný film. Tři roky trvaly práce na scénáři a tři roky se film natáčel. Celkově příprava trvala sedm let.
Natáčení bylo velmi obtížné a herci mnohdy museli snášet těžké podmínky. Práce trvaly od roku 1964 do roku 1966. Natáčení probíhalo na různých místech, ale především na Šumavě. Některé části však byly natočeny i na Slovensku.
Celkově film stál 13 milionů a stal se tak do té doby nejdražším československým filmem. Vysoké náklady měly za následek, že nedošlo k dokončení poslední části filmu Královské obrazy a Vláčil byl nucen natočit Údolí včel.

## Obsah

### Straba
Kozlíkovi synové Mikoláš a Adam v zimě přepadnou karavanu saského knížete Kristiána. Kníže jediný unikne, jeho syn Kristián je zajat. Mikoláš přistihne vůdce soupeřícího klanu, Lazara, jak prohledává místo přepadu a okrádá mrtvé. Lazar jej prosí, aby se smiloval a nechal jej jít. Mikoláš se nad ním smiluje, když se Lazar modlí ke Kristu, aby se smiloval nad Mikolášovou duší. Mikoláš a Adam se vrátí na otcovu tvrz Roháček a přivedou i Kristiána. Kozlík se zlobí, že jeden z přepadených unikl a že synové přivedli zajatce.
Kozlík se poté vydává do Boleslavi, kde se setkává s královým hejtmanem Pivem. Ten se jej pokusí zajmout, ale Kozlík uniká a vrací se na Roháček. Klan poté opustí usedlost a přesune se hlouběji do lesa. Mikoláš navštíví Obořiště, Lazarovo sídlo. Má zde dojednat spojenectví proti královskému vojsku. Lazarovi lidé však Mikoláše zbijí, což šokuje Lazarovu dceru Marketu. Kozlík vyšle skupinu, aby se pomstila za zmlácení Mikoláše. Ta se však vrátí, jakmile zjistí, že královské vojsko již dorazilo. Přitom zabijí Pivova pobočníka Sovičku. Pivo poté přísahá spravedlnost a pomstu.
Lazar a Marketa navštíví klášter. Marketa se má stát jeptiškou, ale Lazar nemá dostatek peněz, a tak se s Marketou na Obořiště vrátí. Překvapí je zde však Mikoláš se skupinou svých ozbrojenců, zabijí Lazarova syna a unesou Marketu. Samotného Lazara přibijí na vrata Obořiště. Mikoláš se vrací do pevnosti svého rodu. V noci Mikoláš znásilní Marketu, zatímco jeho sestra Alexandra se pomiluje s Kristiánem. Ráno Kozlík vidí oba páry a zlobí se. Mikoláš ochrání Marketu před otcovým hněvem a ten nechá spoutat oba páry na kopci vedle pevnosti.

### Beránek boží
Druhá část začíná putováním mnicha Bernarda krajinou. Bernard s sebou bere ovečku a rozmlouvá s Bohem. Doráží na Obořiště, kde je okraden. Bernard se probouzí mimo tvrz a hledá ovečku. V lesích nalézá pobité vojáky a stává se svědkem zajetí Kozlíkova syna Adama královským vojskem. Pivo chce, aby je Adam dovedl ke Kozlíkově pevnosti.
Královské vojsko dorazí k pevnosti, Kozlík nechá oba páry odpoutat a pouští je zpátky do pevnosti. První útok je odražen, ale Adam je zabit. Druhý útok je úspěšný. Kristián je rozpolcený, zda si zvolit lásku k Alexandře, nebo věrnost otci, a prchá do lesů. Mikoláš, Alexandra a Marketa úspěšně uniknou, ale Kozlík je zajat a vzat do Boleslavi. Alexandra v lesích nalézá zešílevšího Kristiána, a utluče ho velkým kamenem. Mikoláš je rozhodnut zachránit svého otce a chce, aby se Marketa vrátila na Obořiště. Věří, že Lazar ji neodmítne, protože byla odvedena násilím.
Marketa se vrací ke svému otci. Ten ji však odmítá a Marketa jde do kláštera, kde začne skládat přísahu. Mezitím Mikoláš zahájí zoufalý pokus o záchranu otce z žaláře. Pokus je však neúspěšný a Mikoláš je vážně zraněný zajat. Marketa nedokončí obřad, když přichází Mikolášův malý bratr Václav a odvádí ji na boleslavské nádvoří. Zde nalézá umírajícího Mikoláše. Hejtman Pivo oddává Mikoláše s Marketou. Mikoláš a Kozlík jsou poté odvedeni na popraviště. Kozlík přitom Mikolášovi říká, že byl jeho nejmilejší. Marketa se prochází krajinou, zatímco vypravěč říká, že Marketě i Alexandře se narodili synové, které Marketa odkojila. Z obou vyrostli silní muži, „v jejichž duši se sváří láska s ukrutností a jistota s pochybnostmi“.

## Obsazení

### Hlavní role
| Zdeněk Štěpánek                             | Vypravěč        |
| Josef Kemr                                  | Kozlík          |
| František Velecký (hlas Petr Kostka)        | Mikoláš         |
| Magda Vášáryová (hlas Gabriela Vránová)     | Marketa         |
| Ivan Palúch (hlas Ladislav Trojan)          | Adam jednoručka |
| Pavla Polášková (hlas Karolina Slunéčková)  | Alexandra       |
| Vladimír Menšík                             | Bernard         |
| Vlastimil Harapes (hlas Klaus-Peter Thiele) | Kristián        |
| Zdeněk Kryzánek                             | Hejtman Pivo    |
| Michal Kožuch (hlas Martin Růžek)           | Lazar           |

### Vedlejší role
| Zdeněk Řehoř                          | Sovička       |
| Naďa Hejná (hlas Antonie Hegerlíková) | Paní Kateřina |
| Jaroslav Moučka                       | Jan           |
| Karel Vašíček                         | Jiří          |
| Pavel Landovský                       | Smil          |
| Ladislav Považay                      | Burjan        |
| Martin Mrázek                         | Václav        |
| Václav Sloup                          | Šimon         |
| Jan Pohan                             | Kornet        |
| Alena Pavlíková                       | Drahuše       |
| Zdeněk Liovčan                        | Jakub         |

## Hudba
Hudbu k filmu složil Zdeněk Liška. Je inspirována středověkými skladbami a obsahuje motivy gregoriánského chorálu. Je v ní zdůrazněn jeden z hlavních motivů filmu - střet křesťanského a pohanského světa.
Soundtrack k filmu byl vydán teprve v roce 1996 jako součást edice vydavatelů ZÓNA a BONTON Music. Hudba musela být sejmuta z filmového pásu a následně zrekonstruována, protože se jinak nedochovala. Soundtrack proto obsahuje dialogy a ruchy.
Petr Ostrouchov získal v roce 2015 svolení od Liškových dědiců, aby uspořádal koncert hudby z Markety Lazarové. K tomu došlo 9. října 2015 v pražském Foru Karlín v rámci hudebního festivalu Struny podzimu.

## Porovnání s knihou
Film je adaptací románu Vladislava Vančury Marketa Lazarová z roku 1931. Nejedná se však o úplně věrnou adaptaci. Film přebírá některé motivy z jiného Vančurova románu – Obrazy z dějin národa českého. Patří mezi ně postava mnicha Bernarda, který se objevuje v kapitole Nepravý mnich. Nerealizované Královské obrazy také měly být převzaty z Obrazů z dějin národa českého. Z jejich nerealizace pak vychází další podstatný rozdíl mezi filmem a knihou - osud Alexandry není ve filmu uzavřen. Součástí Královských obrazů totiž měl být i soud s Alexandrou před královským dvorem.
Mezi rozdíly mezi filmem a knihou patří skutečnost, že Vláčil chtěl věrně zachytit středověký svět, zatímco Vančurovi šlo především o vytyčení monumentálních, nelomených charakterů postav. Vláčil navíc přidal motiv střetu křesťanského a pohanského světa. Došlo také k posílení syrovosti a primitivnosti životních podmínek postav.

## Královské obrazy
Královské obrazy jsou nezrealizovanou částí scénáře. Měly se odehrávat na královském dvoře a dát filmu historický rámec. Vystupovat v nich měl král Václav I. a jeho syn Přemysl Otakar II. Film měl ukázat střet odlišného pohledu na vládnutí těchto dvou osobností. Film by, zakomponováním královských obrazů, ukazoval kontrast mezi královým bojem o moc a bojem jeho poddaných o přežití.

## Film v kinech
Film měl premiéru 24. listopadu 1967. V Československých kinech jej zhlédlo 1,3 milionu lidí. 30. srpna 1974 měla Marketa Lazarová premiéru ve Spojených státech. Zde však byla uveden ve výrazně zkrácené verzi, která měla asi 100 minut. Původní verze se začala dostávat k americkému publiku teprve v roce 2013, kdy Marketa Lazarová vyšla na DVD v rámci kolekce Criterion DVD.
V roce 2011 byla Marketa Lazarová zrestaurována a měla obnovenou premiéru. Byla napřed uvedena na Karlovarském filmovém festivalu a od 13. října byla distribuována do kin.

## Přijetí

### Kritické přijetí
Marketa Lazarová je vysoce ceněna filmovými odborníky; už v době své premiéry obdržel tento film řadu pozitivních recenzí. Kritiky bývá označován za nejlepší český film všech dob a také jeden z nejlepších historických filmů vůbec. V roce 1994 byl na Mezinárodním filmovém festivalu Karlovy Vary zvolen nejlepším českým filmem všech dob. Tento titul obhájil i v anketě pořádané v roce 1998.

### Divácké přijetí
Film byl úspěšný i mezi diváky. V kinech jej zhlédlo po jeho uvedení v roce 1967 přes milion lidí. Časopis Film a doba pořádal v roce 1968 anketu o nejlepší film roku 1967. Marketa Lazarová vyhrála se ziskem 344 hlasy a porazila filmy jako Hoří, má panenko nebo Sedmikrásky.

### Ocenění
Seznam ocenění a nominací filmu Marketa Lazarová.
Výhra
- 1965 - Umělecká soutěž k 20. výročí osvobození Československa
  - Hlavní cena za literární scénář celovečerního filmu
- 1967 - 18. filmový festival pracujících
  - Cena diváka města Pardubic
  - Pečeť města Chebu
  - Křišťálový pohár města Litvínova
  - Cena města Opavy
- Ceny Trilobit 1967
  - Trilobit za architektonické řešení filmu
  - Trilobit za režii
- 1968 - 22. mezinárodní filmový festival Edinburgh
  - Čestný diplom
- Peněžitá odměna za film v rámci hodnocení produkce Filmového studia Barrandov v roce 1967
  - Peněžitá odměna Filmového studia Barrandov za nejúspěšnější film
- 1968 - Ceny ministra kultury a informací Československé socialistické republiky v oboru filmové tvorby
  - Cena ministra kultury a informací Československé socialistické republiky za vynikající tvůrčí přínos české a slovenské kultuře v období 1945 – 1968
- 1968 - 9. mezinárodní filmový festival Mar del Plata
  - Zvláštní cena poroty Malý kondor za vynikající umělecké kvality a objevné vyjádření historické látky
- 1968 - Státní ceny za rok 1967
  - Státní cena za scénář a realizaci filmu
- 1968 - 5. soutěž o hudební dílo vytvořené pro film v roce 1967
  - Hlavní cena za hudbu k filmu

Nominace
- 1968 - 9. mezinárodní filmový festival Mar del Plata
  - Nejlepší film
- 1992 - Mezinárodní filmový festival Karlovy Vary
  - Křišťálový glóbus

## Sborník textů
V roce 2009 vyšla v nakladatelství Casablanca kniha Markéta Lazarová. Studie a dokumenty, která obsahuje texty rozebírající Vláčilův film z mnoha oborů a úhlů pohledu. Kniha obsahuje i rozhovory s tvůrci filmu a reprodukce kostýmních návrhů Theodora Pištěka. Editorem publikace je Petr Gajdošík.

## Zajímavosti
- Role potulného mnicha Bernarda byla původně svěřena slovenskému herci Gustávu Valachovi. Vedení Slovenského národního divadla ho pro natáčení ale neuvolnilo. V únoru 1965 byl osloven herec Vladimír Menšík, který úlohu přijal.[24]
- Pro znovuuvedení do německých kin koncem roku 2016 byl film Marketa Lazarová zdigitalizován a upraven pro široká plátna. Deník Frankfurter Allgemeine Zeitung k tomu poznamenal, že film byl v Česku zvolen jako nejlepší český film všech dob. Autor článku dodal tuto úvahu: „Pro národně nezaujatého pozorovatele se zde otevírají dveře ku dvojité cestě časem: do (ve filmu) představeného světa, ve kterém by Thomas Hobbes našel motiv a inspiraci, a do jedné z period ve 20. století, během níž studená válka systémů na chvíli poskytla mnoho možností. V roce 1968 (však) přišly tanky do Prahy.“[25]